# F-I
F-I (F-1, Otwórz mi) – jeden z pierwszych utworów zespołu Voo Voo. Pierwotnie ukazał się on na płycie Voo Voo. Był ponownie rejestrowany w wersjach zarówno koncertowych (Koncert, Ani to wywiad, ani koncert) jak i studyjnych (na Flota zjednoczonych sił z Lechem Janerką czy na 21 z Orkiestrą Aukso i w aranżacji Mateusza Pospieszalskiego). Piosenka w wersji z 21 wydana została jako singel przeznaczony do promocji radiowej.
Kompozytorem i autorem tekstu jest Wojciech Waglewski a utwór w całości powstał w tym samym dniu w którym został zarejestrowany na płycie Voo Voo.
Utwór ten był wielokrotnie wykonywany w duecie Wojciech Waglewski – Lech Janerka przy czym narracja w poszczególnych zwrotkach prowadzona była w sposób odmienny:
- Waglewski: Jeśli to będą twoje drzwi, to otwórz mi…
- Janerka: Jeśli to będą moje drzwi, to otworzę ci…

co według wielu obserwatorów było wyrazem wieloletniej nie tylko muzycznej przyjaźni obu artystów. Dla wielu fanów jednak przesłaniem utworu jest dialog z Bogiem.